# San Quirico d'Orcia
San Quirico d'Orcia é uma comuna italiana da região da Toscana, província de Siena, com cerca de 2.460 habitantes. Estende-se por uma área de 42 km², tendo uma densidade populacional de 59 hab/km². Faz fronteira com Castiglione d'Orcia, Montalcino, Pienza, San Giovanni d'Asso.

## Demografia
| Variação demográfica do município entre 1861 e 2011                               |
|                                                                                   |
| Fonte: Istituto Nazionale di Statistica (ISTAT) - Elaboração gráfica da Wikipedia |